# Hexatoma gressittiana
Hexatoma gressittiana är en tvåvingeart som beskrevs av Alexander 1943. Hexatoma gressittiana ingår i släktet Hexatoma och familjen småharkrankar. Inga underarter finns listade i Catalogue of Life.